# Torsten Wolf
Torsten Wolf (* 27. April 1968 in Wurzen) ist ein deutscher Politiker (Die Linke). Er war von 2014 bis 2024 Landtagsabgeordneter in Thüringen.

## Leben
Torsten Wolf absolvierte eine Ausbildung als Instandhaltungsmechaniker und arbeitete als solcher für die Wasserwirtschaft in Ilmenau. Seit seiner Schulzeit engagierte er sich in der oppositionellen DDR-Umweltbewegung im Rahmen der evangelischen Kirche. Nachdem er im November 1987 einen Ausreiseantrag gestellt hatte, durfte er am 18. Mai 1988 in die Bundesrepublik ausreisen. Er arbeitete in Fabriken in Schwäbisch Gmünd und Kassel, nach dem Ende der DDR kehrte er 1992 nach Ilmenau zurück. Von 1992 bis 1995 besuchte er dort das Ilmenau-Kolleg und holte das Abitur nach. Ein Studium der Politikwissenschaft, Wirtschaftswissenschaften und Neueren Geschichte bis zum Jahr 2000 an der Universität Jena schloss sich an. Seit 2001 war er beim Deutschen Gewerkschaftsbund, zunächst als Qualifizierungskoordinator und ab 2003 als Gewerkschaftssekretär in der DGB Region Ostthüringen, tätig. Wolf war von 2010 bis 2014 Landesvorsitzender der Gewerkschaft Erziehung und Wissenschaft in Thüringen.
Wolf war zunächst Mitglied der SPD, wechselte aber später zur Linken. Bei der Landtagswahl in Thüringen 2014 errang er das Direktmandat im Wahlkreis Jena I. 2019 wurde er wiedergewählt. Bei der Landtagswahl 2024 kandidierte er nicht erneut.